# Typocerus lugubris
Typocerus lugubris är en skalbaggsart som först beskrevs av Thomas Say 1824.  Typocerus lugubris ingår i släktet Typocerus och familjen långhorningar. Inga underarter finns listade i Catalogue of Life.